# Гејковац
Гејковац је насељено место на Кордуну, у саставу општине Војнић, Карловачка жупанија, Република Хрватска.

## Историја
Гејковац се од распада Југославије до августа 1995. године налазио у Републици Српској Крајини.

## Становништво
Гејковац је према попису из 2011. године имао 183 становника.
| Националност   | 2001. | 1991. | 1981. | 1971. | 1961. | 1953. | 1948. | 1931. | 1921. | 1910. | 1900. | 1890. | 1880. | 1869. | 1857. |
| бр. становника | 211   | 230   | 191   | 196   | 191   | 212   | 180   | 361   | 307   | 338   | 253   | 243   | 190   | 208   | 209   |

### Национални састав
Данас у селу релативну већину имају Бошњаци (Муслимани), који су почели да се досељавају после Другог светског рата из аграрно пренасељене Цазинске Крајине у суседној Босни. По попису из 2001. године већинско становништво су Муслимани, који су се изјаснили већином као „остали“ и Бошњаци.
| Националност       | 2001.        | 1991.        | 1981.        | 1971.        | 1961.        |
| Срби               | 54 (25,59%)  | 133 (57,82%) | 109 (57,06%) | 164 (83,67%) | 189 (98,95%) |
| Хрвати             | 6 (2,84%)    | 1 (0,43%)    | 0            | 1 (0,51%)    | 1 (0,52%)    |
| Југословени        | 0            | 3 (1,30%)    | 14 (7,32%)   | 4 (2,04%)    | 0            |
| остали и непознато | 151 (71,56%) | 93 (40,43%)  | 68 (35,60%)  | 27 (13,77%)  | 1 (0,52%)    |
| Укупно             | 211          | 230          | 191          | 196          | 191          |